# Hybridrelais
Ein Hybridrelais besteht aus zwei verschiedenen Schaltern mit unterschiedlichen Eigenschaften. Es besteht aus einem Halbleiterrelais und einem elektromechanischen Relais, die in einem Gehäuse zusammen untergebracht sind. Es hat einen gemeinsamen Ansteuereingang für beide Schaltorgane, der diese über eine interne Logik entsprechend der Aufgabe verzögert ansteuert.

## Aufbau und Ansteuerung
In einem Hybridrelais sind ein Halbleiterschalter und ein elektromechanisches Relais in Parallelschaltung verbaut und mit einer elektronischen Steuerungsschaltung verbunden. Beim Einschalten wird zuerst das Halbleiterelement aktiviert und nach kurzer Verzögerung, wenn sich der Stromfluss stabilisiert hat, das elektromechanische Relais geschlossen. Anschließend wird der Halbleiterschalter deaktiviert und das mechanische Relais übernimmt den gesamten Strom. Das Abschalten geschieht in umgekehrter Reihenfolge: Der Halbleiterschalter wird aktiviert, dann das mechanische Relais geöffnet. Kurz darauf wird auch der Halbleiterschalter (eventuell im Nulldurchgang des Stroms) deaktiviert und das Hybridrelais ist abgeschaltet.

## Vorteile
Das Hybridrelais vereint einige der Vorteile von Halbleiterrelais und elektromechanischen Relais:
- Durch die Überbrückung des Halbleiterbauteils im stabilen Betrieb entsteht keine Verlustwärme, der Kontaktwiderstand ist geringer und es sind keine (oder kleinere) Kühlkörper erforderlich.
- Das Hybridrelais ist wie das elektromechanische Relais kurzzeitig stark überlastbar.
- Der bei rein elektromechanischen Relais entstehende Schaltlichtbogen wird stark vermindert. Dadurch erhöht sich die Lebensdauer der elektrischen Kontakte deutlich und die Lebensdauer des Hybridrelais kann bis auf mehr als das Tausendfache verlängert werden.
- Die Abschaltung der Last kann im Nulldurchgang erfolgen und erzeugt damit weniger Störungen.

## Anwendung
Hybridrelais kommen dort zum Einsatz, wo eine hohe Zuverlässigkeit oder geringe Störabstrahlungen nötig sind. Sie werden auch dort eingesetzt, wo reine Halbleiterrelais aus Platzgründen oder aus thermischen Gründen nicht eingesetzt werden können, aber eine reine elektromechanische Version nicht infrage kommt.